# Alex Atala
Milad Alexandre Mack Atala OMC (São Paulo, 3 de junho de 1968) é um chef de cozinha e restaurateur brasileiro. Eleito chef do ano pelo Guia Quatro Rodas em 2006, o seu restaurante, D.O.M., foi considerado 6º melhor restaurante do mundo e o melhor da América do Sul,  lista World’s 50 Best Restaurants de 2013 .

## Biografia
Filho de Milad Atala, funcionário administrativo de uma indústria de borracha, Alex nasceu em uma família de classe média de origem palestina, no bairro da Mooca e foi aluno do tradicional Colégio Santa Maria (São Paulo), localizado na zona sul da cidade. Dotado de um temperamento "determinado, teimoso até", como definiu o seu pai, ele aderiu ao estilo punk rock e, com quatorze anos, deixou a casa dos pais e começa a trabalhar como DJ no lendário clube Rose Bom Bom.
Aos dezoito anos, viajou para a Europa como mochileiro e trabalhou pintando paredes na Bélgica. Por sugestão de um amigo, fez um curso profissionalizante de gastronomia e, em seguida, trabalhou em restaurantes na Bélgica, na França e na Itália, aperfeiçoando seus conhecimentos da arte culinária. Assim, aprendeu inglês, francês e italiano.
Os marcos importantes de sua história que o levaram ao primeiro encontro com a culinária foram documentados pelo Museu da Pessoa, em entrevista intitulada “Comida como um valor para o homem”, publicada em 2019. Em seu relato, contou que, nesse período passado na Europa, a cozinha surgiu como uma necessidade antes de se tornar paixão e profissão:
"A necessidade, inclusive de não me tornar ilegal, de ter uma profissão, me levou para a cozinha. Lá eu fiz a Escola de Hotelaria de Namur. De lá eu fui para a França, depois para a Itália. Eu não escolhi ser cozinheiro. A vida me levou a ser cozinheiro. Uma coisa é certa e eu sempre digo: 'As oportunidades que eu tive na vida, eu agarrei com muita força'".— Alex Atala Entrevista concedida ao Museu da Pessoa
De volta a São Paulo, trabalhou no restaurante Sushi Pasta, porém o sucesso veio quando foi chamado para renovar o cardápio do extinto restaurante Filomena. Por esse trabalho foi eleito o Melhor Jovem Chef pela Associação Brasileira de Bares e Restaurantes Diferenciados. Lá criou uma entrada de alho assado e outros grandes pratos, como manga grelhada com pimenta branca e molho de maracujá. Atala também trabalhou no restaurante 72, antes de inaugurar o Namesa, em 1999, restaurante que ainda serve comidas rápidas na região dos Jardins.
Alex é um defensor da culinária regional, como expressa em seu livro Por uma Gastronomia Brasileira, e coloca a culinária amazônica, especificamente a paraense, como base de alguns de seus melhores pratos. Abre o restaurante Dalva e Dito em 2009, mesclando culinária regional com sua técnica impecável.
O reconhecimento pelo grande público veio através do extinto programa televisivo Mesa para Dois, no canal GNT, da Globosat, no qual se apresentava com a chef carioca Flávia Quaresma, do restaurante francês Carême.
Atala é casado com a estilista Márcia Lagos e tem três filhos: Pedro, nascido em 1994, do seu primeiro casamento; e os gêmeos Thomas e Joana, nascidos em 2004.
Também foi um dos convidados para o sorteio dos grupos da Copa das Confederações de 2013 e causou confusão ao retirar uma bola do pote errado.

## Restaurante D.O.M.

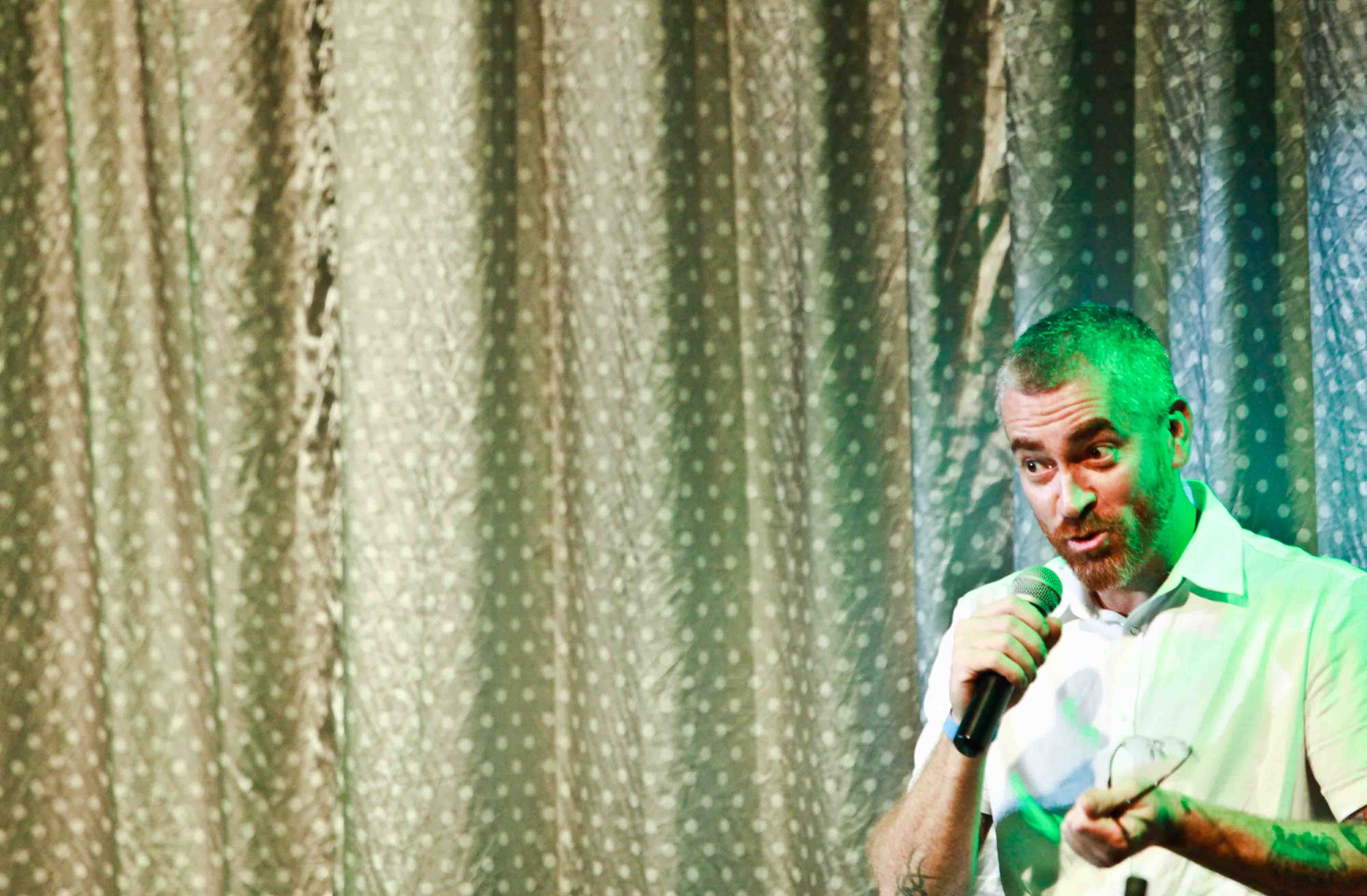
Alex Atala em 2008

Em 1999 Atala e mais dois sócios abriram o restaurante D.O.M. (acrônimo da locução latina Deo Optimo Maximo), cujo projeto arquitetônico é de Ruy Ohtake. O D.O.M. tornou-se um sucesso de público e crítica, recebendo diversos prêmios. No mesmo ano foi eleito Chefe Revelação e o D.O.M., o Melhor Restaurante, pela revista Gula, especializada em gastronomia; em 2000, Atala foi o Melhor Chefe, e o D.O.M., o Melhor Restaurante Contemporâneo, novamente segundo a Gula. O D.O.M. foi também o Melhor Restaurante Contemporâneo, segundo a revista Veja. Em 2002, Atala foi novamente considerado o Melhor Chefe, segundo a Veja, e seu restaurante foi mais uma vez escolhido o Melhor Restaurante Contemporâneo, tanto pela Veja como pela Gula. Em 2006, o D.O.M. recebeu a classificação máxima (3 estrelas) do Guia Quatro Rodas, além de ser eleito o Chef do Ano pelo mesmo guia e pela revista Veja São Paulo. 
Em 2007, o D.O.M. figurou em 40º lugar na lista dos melhores restaurantes do mundo (San Pellegrino World’s 50 Best Restaurants) e foi incluído no guia organizado pela revista londrina Restaurant. No topo da lista figurava o restaurante de cozinha contemporânea El Bulli, do chef catalão Ferran Adrià. Amigo pessoal de Atala, Adrià é considerado o "papa" da culinária de desconstrução e o mais influente chef do mundo. Em 2009, o D.O.M.  passou à 24ª posição na lista, em 2010, passou à 18ª posição, em 2011, passou à 7ª posição e, em 2012, chegou à 4ª posição.
Em 2016, Alex Atala e seu restaurante D.O.M. apareceram na aclamada série documental Chef's Table (T02E02), produzida e distribuída globalmente pela Netflix.
| Ano  | Posição no Ranking |
| ---- | ------------------ |
| 2016 | 11                 |
| 2015 | 9                  |
| 2014 | 7                  |
| 2013 | 6                  |
| 2012 | 4                  |
| 2011 | 7                  |
| 2010 | 18                 |
| 2009 | 24                 |
| 2008 | 40                 |
| 2007 | 38                 |
| 2006 | 50                 |

## Controvérsias
Em agosto de 2019, o chef foi acusado de se apropriar indevidamente do nome “baunilha do cerrado” como marca registrada no Instituto Nacional da Propriedade Industrial (INPI), em detrimento e sem consulta a quilombolas e outras comunidades que utilizam tradicionalmente o ingrediente no Cerrado brasileiro. 

## Livros
- "Por uma Gastronomia Brasileira" - Alex Atala - Editora Bei, 2003 - ISBN 8586518352
- "Com Unhas, Dentes & Cuca" - Alex Atala - Editora Senac, 2008
- "Escoffianas Brasileiras" - Alex Atala - Editora Larousse Brasil, 2008 - ISBN 9788576352549
- "D.O.M. Redescobrindo Ingredientes Brasileiros" - Alex Atala - Editora Melhoramentos, 2013 - ISBN 9788506072219